# F1 2013
《F1 2013》是一款基於2013年世界一級方程式錦標賽的電子遊戲，由Codemasters開發。這是Codemasters工作室自更換了開發官方系列遊戲的許可後，第五款的一級方程式遊戲。這款遊戲使用了EGO引擎
《F1 2013》於2013年10月4日在歐洲發行於PlayStation 3、Microsoft Windows和Xbox 360平台上。全球的數位版本發行於Steam商店，以及於10月8日和15日分別推出至PlayStation Store和Xbox Games on Demand。由於美國和加拿大的最小存貨單位物流問題，使得兩地的實體版本延後推出。因而仍未宣布兩地正式的推出時間。然而此次的延後並沒有影響到美國及加拿大的數位版本推出，玩家仍可透過Xbox Games Store、PlayStation Store和Steam來購買遊戲。
《F1 2013》在2014年3月6日由Feral Interactive推出Mac OS X版本。
發行商萬代南夢宮控股和創意總監史蒂芬·胡德在2014年5月23日證實遊戲的「完整版本」已經發布於一些地區。遊戲光碟裏頭包含了完整的遊戲還有經典內容，並且有PlayStation 3、Xbox 360和Microsoft Windows版本可購買。

## 遊戲內容
遊戲包含了參賽於2013年賽季的11支隊伍和22位車手，以及19條賽道與大獎賽。遊戲的「經典版本」額外收錄了1980和1990年代的車手、賽車和賽道，包括威廉斯FW07B、FW12、FW14B、FW18和法拉利F399、F1/87/88C，以及蓮花98T、100T。另外還有一些額外的賽道，包括埃斯托里爾、伊莫拉、布蘭茲哈奇和赫雷斯。
玩家也可以駕駛舊的賽車馳騁在新的賽道，或是新的賽車於舊的賽道，以及圖形使用者介面也會隨著玩家更換不同的年代而改變。莫瑞·沃克也為遊戲的經典版本的旁白介紹配音。

## 賽道
遊戲收錄了2013年世界一級方程式錦標賽的19條賽道，以及4條經典賽道——埃斯托里爾賽道、安佐與迪諾·法拉利賽道、布蘭茲哈奇賽道和赫雷斯賽道。這四條賽道皆曾用於1986年世界一級方程式錦標賽。

## 外部連結
- 官方网站
- Codemasters website（页面存档备份，存于）